# Besleria gibbosa
Besleria gibbosa är en tvåhjärtbladig växtart som först beskrevs av Eduard Friedrich Poeppig, och fick sitt nu gällande namn av Johannes von Hanstein. Besleria gibbosa ingår i släktet Besleria och familjen Gesneriaceae. Inga underarter finns listade i Catalogue of Life.